# 湯普森 (密蘇里州)
湯普森（英語：Thompson）是位於美國密蘇里州奧德雷恩縣的非建制地區。

## 歷史
湯普森的郵局自1860年營運至今。

## 地理
湯普森所處的海拔為高於海平面256米（即840英呎），而該地所採用的時區為UTC-6，即北美中部時區（CST）。同時該地設有夏令時間，為UTC-6調快一小時，即UTC-5（CDT）。